# Pere Joan de Santcliment
Pere Joan de Santcliment i de Casa-saja, àlies Burguès de Santcliment i de Casa-saja (Barcelona, segle XV - Catalunya, 1474) fou un mercader i després ciutadà honrat de Barcelona pertanyent al llinatge dels Santcliment.

## Biografia
Fill de Francesc Burguès i Elionor de Casa-saja i germà de Galceran Burguès de Santcliment, pertanyia a una de les famílies més poderoses de l'oligarquia urbana de Barcelona. Fou marí i serví al rei Alfons IV de Barcelona a Itàlia.
Era vinculat a altres mercaders, com el seu cunyat Joan de Llobera. Va posseir una galera de tres-centes bótes que anava regularment a Llevant o serví el rei Alfons el Magnànim a Nàpols i contra Gènova quan comandà l'estol a les ordres de Bernat de Vilamarí el 1454-1458. Exercí càrrecs municipals gairebé des de la seva inscripció al Consell de Cent el 1432, com el de síndic de Barcelona a Nàpols, i fou considerat de la Biga fins als inicis de la guerra civil contra Joan el Sense Fe, moment en què demostrà una vegada més la fidelitat de la família a la institució monàrquica.
Es casà amb Aldonça de Santcliment, filla de Pere (VII) de Santcliment, conseller reial i mestre racional, senyor de Badalona, i de Caterina, i va ser pare de Francesc de Santcliment i de Santcliment, que fou baró de Llinars.